# Mały traktat wersalski
Mały traktat wersalski – traktat podpisany 28 czerwca 1919 roku przez Polskę po I wojnie światowej łącznie z traktatem wersalskim i jako warunek jego zawarcia. Oba ratyfikował Naczelnik Państwa 1 września 1919 na podstawie ustawy z 31 lipca 1919.
Gwarantował poszanowanie i obronę praw mniejszości narodowych zamieszkujących Polskę. Art. 12 dozwalał, by każdy członek Rady Ligi Narodów miał prawo zwracać uwagę Rady na przekroczenie lub niebezpieczeństwo przekroczenia któregokolwiek z tych zobowiązań, oraz żeby Rada mogła postąpić w taki sposób i dać takie instrukcje, jakie uzna za wskazane i skuteczne w danych okolicznościach. Spory dotyczące prawa lub działań, przewidzianych w Traktacie rozstrzygać miał Stały Trybunał Sprawiedliwości Międzynarodowej. Art. 18 przewidywał dla Wisły przepisy takie jak dla rzek międzynarodowych
W art. 19 Polska zobowiązywała się przystąpić do szeregu międzynarodowych konwencji wymienionych w I aneksie (dotyczących głównie transportu, łączności, norm BHP oraz do umów o zakazie handlu ludźmi z 18 maja 1904 roku i z 4 maja 1910). W aneksie II traktatu Polska zobowiązała się do wzięcia odpowiedzialności za część długu publicznego i wszystkich innych zobowiązań finansowych państwa niemieckiego. Zakres odpowiedzialności miała określić osobna Konwencja zawarta pomiędzy Polską a Głównymi Mocarstwami Sprzymierzonymi i Stowarzyszonymi.
Analogiczne traktaty podpisały również: Rumunia, Grecja, Czechosłowacja, Królestwo SHS. W krajach-sygnatariuszach tych traktatów  mniejszości narodowe lub religijne czujące się dyskryminowane mogły odwoływać się bezpośrednio do Ligi Narodów z pominięciem krajowej drogi sądowej. Była to jednostronna asymetryczna ingerencja w suwerenność państw sygnatariuszy, gdyż Republika Weimarska nie musiała podpisywać traktatu, nie zagwarantowano zatem równoległych praw dla mniejszości (zwłaszcza mniejszości polskiej – wyjąwszy obszar Górnego Śląska objętego Konwencją Górnośląską z 1922 r. przewidującą wzajemną ochronę mniejszości) na terenie Niemiec.
Konwencja polsko-gdańska (1920) w art. 33 zobowiązywała Wolne Miasto Gdańsk zastosować do mniejszości rasowych, religijnych i językowych przepisy podobne do tych do których mały Traktat zobowiązywał Polskę, a szczególnie czuwać, aby w prawodawstwie i w prowadzeniu administracji żadna stronniczość nie objawiała się na szkodę obywateli polskich i innych osób pochodzenia lub języka polskiego. Artykuły 14 - 19 Traktatu miały zastosowanie również do Wolnego Miasta Gdańska.
Polska wypowiedziała procedurę odwołania do Ligi Narodów (art. 12) związaną z małym traktatem wersalskim 13 września 1934, w związku z wycofaniem się Niemiec (21 października 1933) i mającym nastąpić przystąpieniem ZSRR do Ligi Narodów (15 września 1934), zachowując gwarancje praw mniejszości określone w traktacie.